# Belgische federale verkiezingen 2010/Kandidatenlijsten/sp.a
Dit zijn de kandidatenlijsten van de sp.a voor de Belgische federale verkiezingen van 2010. De verkozenen staan vetgedrukt.

## Antwerpen

### Effectieven
1. Caroline Gennez
2. Patrick Janssens
3. Maya Detiège
4. Rudi Kennes
5. Inga Verhaert
6. Sener Ugurlu
7. Peter Segers
8. Greet Van Gool
9. Elhasbia Zayou
10. Kurt Vermeiren
11. Roby Legendre
12. Ria Van Den Heuvel
13. Fatma Akbas
14. Frank Sels
15. Gilberte Rieke
16. Kelly Van Tendeloo
17. Vincent Kolen
18. Hicham El Mzairh
19. Christine Jacobs
20. Murat Oner
21. Rik Röttger
22. Kathleen Deckx
23. Marc De Laet
24. Kathleen Van Brempt

### Opvolgers
1. David Geerts
2. Güler Turan
3. Jan Bertels
4. Johan De Vleeshouwer
5. Sylvie Bracque
6. Marc Somers
7. Martine Debie
8. Wendy Van Dorst
9. Zander Vliegen
10. Chris Anseeuw
11. Bart Martens
12. Leen Verbist
13. Karim Bachar

## Brussel-Halle-Vilvoorde

### Effectieven
1. Hans Bonte
2. Katia Segers
3. Fouad Ahidar
4. Tom Troch
5. Elke Roex
6. Jef Van Damme
7. Sophie Brouhon
8. Bertrand Demiddeleer
9. Michel Ruykens
10. Joke Buyl
11. Fatima Lamarti
12. Tim Borteel
13. Sylvie Dujardin
14. Michel Loccufier
15. Jacqueline Bormans
16. Pol Verhaevert
17. Katelijne Decanniere
18. Jean-Pierre De Groef
19. Yamila Idrissi
20. Else De Wachter
21. Mia De Vits
22. Pascal Smet

### Opvolgers
1. Gerlant Van Berlaer
2. Amy Gille
3. Dirk Lodewijk
4. Bernadette Vriamont
5. Hannes De Geest
6. Beatrice Meulemans
7. Johan Vansintejan
8. Willem Stevens
9. Jutta Buyse
10. Maria Rowe
11. Ellen Serkeyn
12. Louis Tobback

## Leuven

### Effectieven
1. Bruno Tobback
2. Karin Jiroflée
3. Gino Debroux
4. Nicole Van Emelen
5. Gunther Janssens
6. Martine Vanbever
7. Mohamed Ridouani

### Opvolgers
1. Griet Vandewijngaerden
2. Marc Florquin
3. Griet Verhenneman
4. Fons Lemmens
5. Sofie Coomans
6. Marcel Logist

## Limburg

### Effectieven
1. Ingrid Lieten
2. Peter Vanvelthoven
3. Ludwig Vandenhove
4. Ahmet Koç
5. Joke Quintens
6. Charles Moyaerts
7. Gerard Stassen
8. Kathleen Eykelberg
9. Sonja Surkyn
10. Nico Bijnens
11. Els Robeyns
12. Magda Raemaekers

### Opvolgers
1. Meryame Kitir
2. Chokri Mahassine
3. Els Sneijers
4. Alain Yzermans
5. Myriam Giebens
6. Jean-Paul Peuskens
7. Hilde Claes

## Oost-Vlaanderen

### Effectieven
1. Dirk Van der Maelen
2. Karin Temmerman
3. Bruno Tuybens
4. Wouter Van Bellingen
5. Ann Van De Steen
6. Resul Tapmaz
7. Gunther Deriemaker
8. Annelies Storms
9. Bertrand Vrijens
10. Goedele De Cock
11. Issam Benali
12. Natalie Libert
13. Dominique Buysse
14. Mia Pynaert
15. Anja Vanrobaeys
16. Joke Renneboog
17. Christophe Creve
18. Jo Fonck
19. Nadine De Schutter
20. Daniël Termont

### Opvolgers
1. Cathy Plasman
2. Bart Van Malderen
3. Magda De Meyer
4. Lieven Meert
5. Dagmar Beernaert
6. Jan Van Peteghem
7. Tina Van Havere
8. Hedwin De Clercq
9. Nancy Vercammen
10. Freddy De Vilder
11. Kurt De Loor

## West-Vlaanderen

### Effectieven
1. Renaat Landuyt
2. Myriam Vanlerberghe
3. Ann Vanheste
4. Youro Casier
5. Simon Bekaert
6. Kelly Tanghe
7. Guy Adams
8. Christine Beke
9. Tundie D'Hont
10. Nicolas Vermote
11. Liesbeth Desmet
12. Tine Soens
13. Peter Roose
14. Philippe De Coene
15. Michèle Hostekint
16. John Crombez

### Opvolgers
1. Jurgen Vanlerberghe
2. Rosaline Mouton
3. Alain Top
4. Doris Vermoortel
5. Annelies Vandenbussche
6. Ulrike Vanhessche
7. Sandra Platteau
8. Gunter Pertry
9. Patrick Van Gheluwe

## Senaat

### Effectieven
1. Johan Vande Lanotte
2. Marleen Temmerman
3. Bert Anciaux
4. Selahattin Koçak
5. Monica De Coninck
6. Liesbet Stevens
7. Jos Digneffe
8. Annick Lambrecht
9. Dylan Casaer
10. Erik De Bruyn
11. Freija Dhondt
12. Griet Lissens
13. Angelo Bruno
14. Ans Persoons
15. Charly Boda
16. Andree Fosse
17. Ives Goudeseune
18. Sara De Potter
19. David Gelade
20. Eefje Van Wortswinkel
21. Dirk De Wulf
22. Sofie Van Tendeloo
23. Saïd El Khadraoui
24. Freya Van den Bossche
25. Frank Vandenbroucke

### Opvolgers
1. Fauzaya Talhaoui
2. Guy Swennen
3. Dalila Douifi
4. Sam Van De Putte
5. Tom Germonpre
6. Gilbert Lambrechts
7. Bram De Geeter
8. Chris Rutten
9. Saban Gok
10. Moreen Dewolf
11. Kelly Linsen
12. Fadoua El Ouakili
13. Jo De Clercq
14. Leona Detiège